# Белое озеро (Сербия)
Белое озеро (серб. Бело језеро / Belo jezero) — озеро на севере Сербии в регионе Банат. Площадь — 540 гектаров.. Лежит между реками Тиса и Бега, к югу от Зренянина. Средняя глубина 1,33 м. Озеро очень богато рыбой и пользуется популярностью у рыболовов. В озере разводят рыбу с 1894 года, есть свидетельства о разведении там рыбы в XVIII веке. В непосредственной близости от Белого озера расположены ещё три озера, входящие вместе в рыболовную зону «Ечка». С 1986 года озеро является частью природного резервата «Стари Бегеј — Царска бара».